# ده فرمان (قسمت ششم)
ده فرمان (اپیزود ششم) ششمین قسمت از مجموعه ده قسمتی ده فرمان ساخته کریشتوف کیشلوفسکی است. داستانی به یادماندنی و حزن آلود از عشقی یک طرفه 
این مجموعه بین سال‌های ۱۹۸۸ تا ۱۹۸۹ میلادی ساخته شد، کریشتوف کیشلوفسکی به همراه کشیشتف پیسیویچ فیلمنامه این مجموعه را به نگارش درآوردند.

## خلاصه داستان
زنا مکن
این بخش از فیلم، به همراه اضافاتی نسبت به نسخهٔ تلویزیونی، بعدها به صورت مجزا به اکران عموم درآمد. داستان کوتاه دربارهٔ عشق، روایت عشق سادهٔ نوجوانی (تومک) ست که دلباختهٔ زن همسایه (ماگدا) شده‌است. پسرک هرشب از تلسکوپی درون خانه‌شان، به تماشای عشق‌بازی‌های ماگدا و دوستانش می‌نشیند و به مرور به احساسی که در خود برانگیخته شده‌است پی می‌برد. کار و زندگی خود را بر هدف دست‌یابی به ماگدا تعطیل می‌کند و شب و روز را در فکر ماگدا می‌گذراند. نقطهٔ اوج داستان به بخش‌هایی از فیلم بازمی‌گردد که تومک با درمیان گذاشتن عشقش با ماگدا، به خانهٔ وی رفته و بساط عشق‌بازی این زن سی‌و اندی ساله و جوان پانزده‌ساله فراهم می‌شود، اما…